# Лагони дел Сасо (Пиза)
Лагони дел Сасо је насеље у Италији у округу Пиза, региону Тоскана.
Према процени из 2011. године у насељу је живело 121 становника. Насеље се налази на надморској висини од 473 m.